# Ringmurechutze Murten

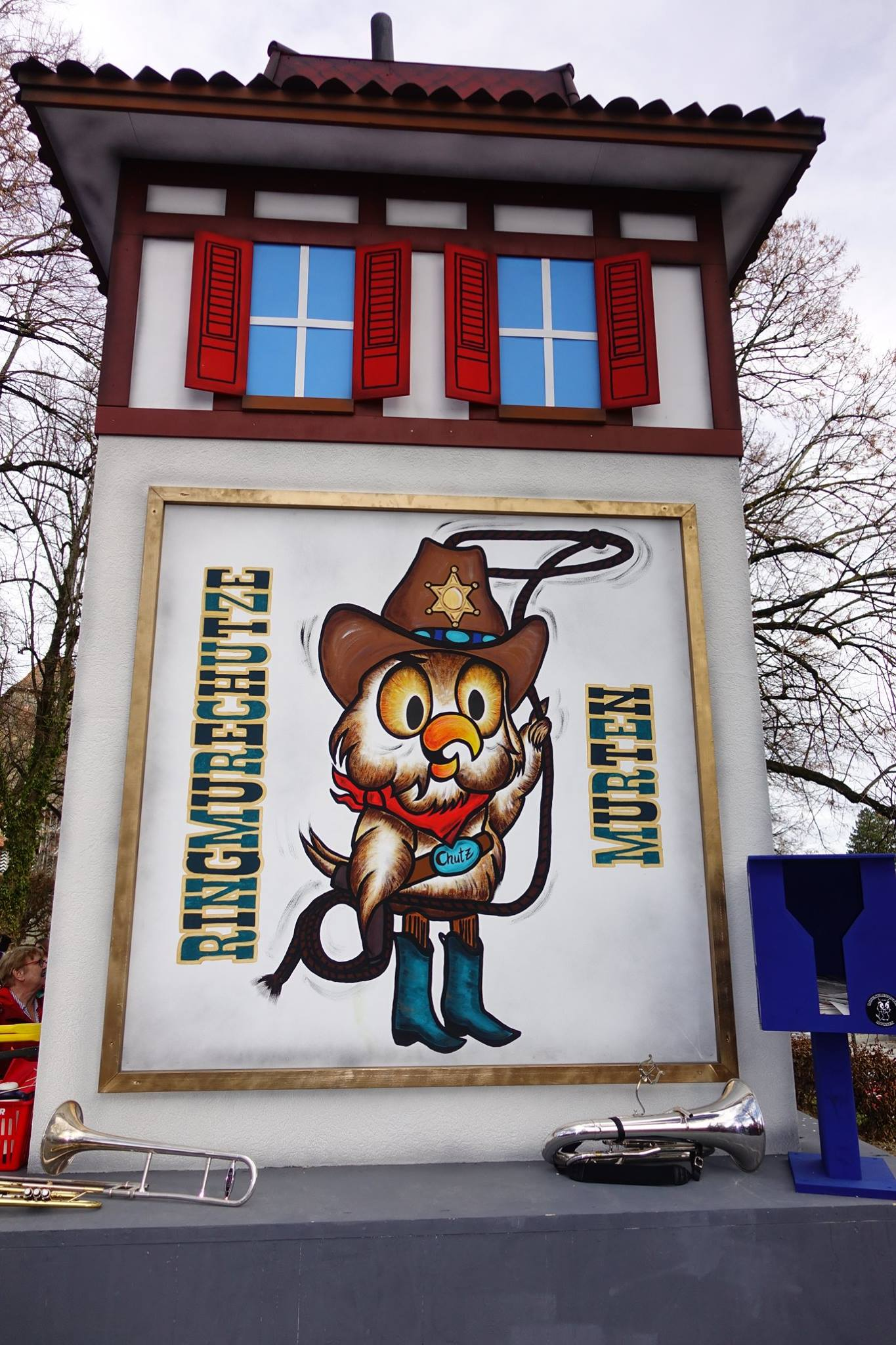
Karnevalswagen der Ringmurechutze aus dem Jahr 2019

Die Ringmurechutze Murten (umgangssprachlich meist nur «Chutze») sind ein seit 1965 bestehender Guggenmusik-Verein aus der Stadt Murten im Kanton Freiburg in der Schweiz. Durch ihre zahlreichen schweizweiten Auftritte erlangten sie überregional Bekanntheit, durch Auftritte am Karneval in Malta und Sizilien gewannen sie auch international Anerkennung.

## Geschichte
Die Ringmurechutze entstanden 1965 aus dem Verein Rüebelochclique Murten. Zuvor hatten einige Mitglieder den Wunsch geäussert, neben Karnevalswagen zu bauen auch musikalisch an der noch jungen Fastnacht in Murten mitzuwirken. Da diese Ansicht nicht von allen Mitgliedern geteilt wurde, kam es kurzerhand zur Gründung eines neuen Vereins, der anfänglich unter dem Namen «Disharmoniker» auftrat. Nach wenigen Jahren wurde der Verein in den heutigen Namen Ringmurechutze Murten umgetauft: ein Neologismus, bestehend aus der Ringmauer, die die Stadt Murten umgibt und deren Wahrzeichen bildet, sowie des Tieres Waldkauz, der auch das Logo des Vereins ziert. 2004 wurde die erste CD veröffentlicht, 2011 folgte die zweite mit dem Titel «Ougeblick». 2018 wurde das Stück «Kinder des Kolumbus» auf der CD «Guggen Power Vol. 14» veröffentlicht. Heute zählt der Verein 73 Mitglieder (Stand 2020), darunter 65 Musikanten und 8 Handwerker für den Bau des jährlichen Karnevalswagens, eine Sondergruppierung, die 2014 ins Leben gerufen wurde.

## Darbietungen
Der Kern des Vereinsgeschehens besteht aus musikalischen Darbietungen und dem Bau des Karnevalswagens für den jährlich stattfindenden grossen Umzug an der Fastnacht Murten. Dafür finden von September bis März wöchentliche Musikproben statt, sowie im Januar und Februar dreimal wöchentliche Treffen, um den Karnevalswagen zu bauen. Die Planung und Leitung des Wagenbaus obliegt dem Wagenbaukomitee des Vereins, die musikalische Leitung einer internen Musikkommission. In den Sommermonaten bestreitet der Verein vereinzelte Auftritte an Schützenfesten, Geburtstagen, Turnfesten und weiteren Anlässen.
Das musikalische Repertoire umfasst 22 Stücke aus diversen Genres, von Schlager über Rock bis Dance/Electronic. Jährlich werden vier Musikstücke aus dem Repertoire durch neue ersetzt, um auch dem Stammpublikum abwechslungsreiche Auftritte bieten zu können.
Die Wagen des Vereins werden zu einem jährlich aktuellen Thema, wenn möglich aus der Region Murten, gebaut. Dabei wird grosser Wert auf Optik und Detail gelegt. In jeden Wagen fliessen jährlich um die 1200 Arbeitsstunden. Der Wagen wird jeweils am grossen Umzug am Fastnachtssonntag in Murten genutzt und anschliessend wieder abgebaut. Zum Wagen wird ein passender Betrieb organisiert, indem das Thema durch ein satirisches Theater von den kostümierten Vereinsmitgliedern während des Umzugs präsentiert wird. Zuletzt konnte der Verein 2018 den 1. Platz im Ranking der Umzugswagen in Murten für sich gewinnen.
Anders als bei Guggenmusiken in Luzern oder Basel üblich, spielen die Ringmurechutze ohne Maske. Jedes Mitglied besitzt ein massgeschneidertes Kostüm, das alle drei Jahre durch ein neues Modell in ändernden Schnitt- und Farbkombinationen ersetzt wird. Die Kostüme werden durch eine vereinsinterne Gruppierung, die für jedes Kostüm neu zusammengesetzt wird, entworfen und zusammen mit einer Schneiderin oder einem Schneider umgesetzt. Über einen jeweiligen Prototyp wird an der jährlichen Generalversammlung abgestimmt. Nur selten, wie zuletzt im Jubiläumsjahr 2015, wird ein Thema zum Kostüm definiert.